# 多尔内拉什 (塞维尔-杜沃加)
多尔内拉什是葡萄牙阿威罗区的一个堂区。总面积7.68平方公里，总人口662人，人口密度86.2人/平方公里。